# 王超 (企业家)
王超（？—2015年1月），河北人，中华人民共和国企业家。
2004年，创业投资宏润面料公司，引进科技和机器，之后公司做大，担任河北宏润新型面料有限公司（宏润公司）董事长，担任十届、十一届和十二届全国人大代表。2015年1月，因因车祸去世。